# Leonardo Kútrisz
Leonardo Kútrisz (Ribeirão Preto, 1995. július 23. –) görög válogatott labdarúgó, a lengyel Pogoń Szczecin hátvédje.

## Pályafutása

### Klubcsapatokban
Kútrisz a brazíliai Ribeirão Preto városában született. Az ifjúsági pályafutását a görög Niki Rodosz csapatában kezdte, majd az Ergotélisz akadémiájánál folytatta.
2013-ban mutatkozott be az Ergotélisz első osztályban szereplő felnőtt keretében. 2016-ban a Jáninához, míg 2017-ben az Olimbiakószhoz igazolt. 2020 és 2022 között a spanyol Mallorca és a német Fortuna Düsseldorf csapatát erősítette kölcsönben. 2023. január 1-jén 3½ éves szerződést kötött a lengyel első osztályban érdekelt Pogoń Szczecin együttesével.

### A válogatottban
Kútrisz az U18-as, az U19-es és az U21-es korosztályú válogatottakban is képviselte Görögországot.
2018-ban debütált a felnőtt válogatottban. Először a 2018. november 15-ei, Finnország ellen 1–0-ra megnyert Nemzetek Ligája mérkőzésen lépett pályára.

## Statisztikák
2023. március 5. szerint
| Klub                            | Szezon   | Osztály             | Bajnokság | Bajnokság | Kupa és Ligakupa | Kupa és Ligakupa | Nemzetközi | Nemzetközi | Összesen | Összesen |
| Klub                            | Szezon   | Osztály             | Meccs     | Gól       | Meccs            | Gól              | Meccs      | Gól        | Meccs    | Gól      |
| ------------------------------- | -------- | ------------------- | --------- | --------- | ---------------- | ---------------- | ---------- | ---------- | -------- | -------- |
| Olimbiakósz                     | 2017–18  | Super League Greece | 21        | 1         | 2                | 0                | 9          | 0          | 32       | 1        |
| Olimbiakósz                     | 2018–19  | Super League Greece | 17        | 0         | 3                | 0                | 3          | 0          | 23       | 0        |
| Olimbiakósz                     | 2019–20  | Super League Greece | 6         | 0         | 2                | 0                | 1          | 0          | 9        | 0        |
| Olimbiakósz                     | 2022–23  | Super League Greece | 1         | 0         | 0                | 0                | 0          | 0          | 1        | 0        |
| Olimbiakósz                     | Összesen | Összesen            | 45        | 1         | 7                | 0                | 13         | 0          | 65       | 1        |
| Mallorca (kölcsönben)           | 2019–20  | La Liga             | 2         | 0         | 0                | 0                | —          | —          | 2        | 0        |
| Fortuna Düsseldorf (kölcsönben) | 2020–21  | 2. Bundesliga       | 15        | 0         | 1                | 0                | —          | —          | 16       | 0        |
| Fortuna Düsseldorf (kölcsönben) | 2021–22  | 2. Bundesliga       | 12        | 0         | 1                | 0                | —          | —          | 13       | 0        |
| Fortuna Düsseldorf (kölcsönben) | Összesen | Összesen            | 27        | 0         | 2                | 0                | 0          | 0          | 29       | 0        |
| Pogoń Szczecin                  | 2022–23  | Ekstraklasa         | 6         | 1         | 0                | 0                | —          | —          | 6        | 1        |
| Összesen                        | Összesen | Összesen            | 80        | 2         | 9                | 0                | 13         | 0          | 102      | 2        |

### A válogatottban
| Válogatott  | Év       | Pályára lépés | Gól |
| ----------- | -------- | ------------- | --- |
| Görögország | 2018     | 1             | 0   |
| Görögország | 2019     | 4             | 0   |
| Görögország | 2021     | 2             | 0   |
| Összesen    | Összesen | 7             | 0   |

## Sikerei, díjai
Olimbiakósz
- Super League Greece
  - Bajnok (1): 2019–20

- Görög Kupa
  - Győztes (1): 2019–20